# Nuraghe Sa Domu 'e s'Orcu (Domusnovas)
Il nuraghe Sa Domu 'e s'Orcu  (in italiano "la casa dell'orco") è un sito archeologico situato nel comune di Domusnovas, nella provincia del Sulcis Iglesiente.

## Descrizione
Il complesso, sito in una pianura a poca distanza dal centro abitato, è costituito da un insediamento fortificato che comprende un nuraghe con antemurale, con funzione difensiva e abitativa, e da un villaggio di capanne.
Il nuraghe, edificato in più fasi durante l'Età del bronzo, è composto da una torre centrale originaria, inclusa in un bastione trilobato a pianta ellittica; al suo interno si trova la scala che porta al piano superiore. La torre centrale è racchiusa in un cortile protetto dall'antemurale, provvisto di altre cinque torri. 
Attività metallurgiche sono suggerite da scarti di fusione di bronzo. Il sito venne frequentato fino all'Alto Medioevo.